# Spojnica (oko)
Spojnica (konjunktiva) je sluznica koja pokriva unutrašnju površinu kapaka i bjeloočnicu sve do rožnice. Koliko je mala po svojoj površini, toliko je važna zbog svog položaja. Izložena je brojnim štetnim djelovanjima izvana, od mikroorganizama do stranih tijela, pa su oboljenja spojnice vrlo česta. Suze štite konjunktivu ispiranjem, a sadrže enzime i antitijela koja sprječavaju razvoj bakterijske infekcije. 
Upala spojnice (konjuktivitis) počinje obično grebanjem i peckanjem u očima i crvenilom.